# Eduard Oehler

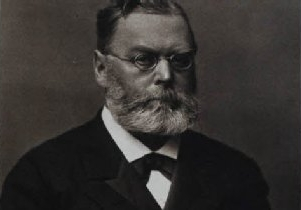
Eduard Oehler

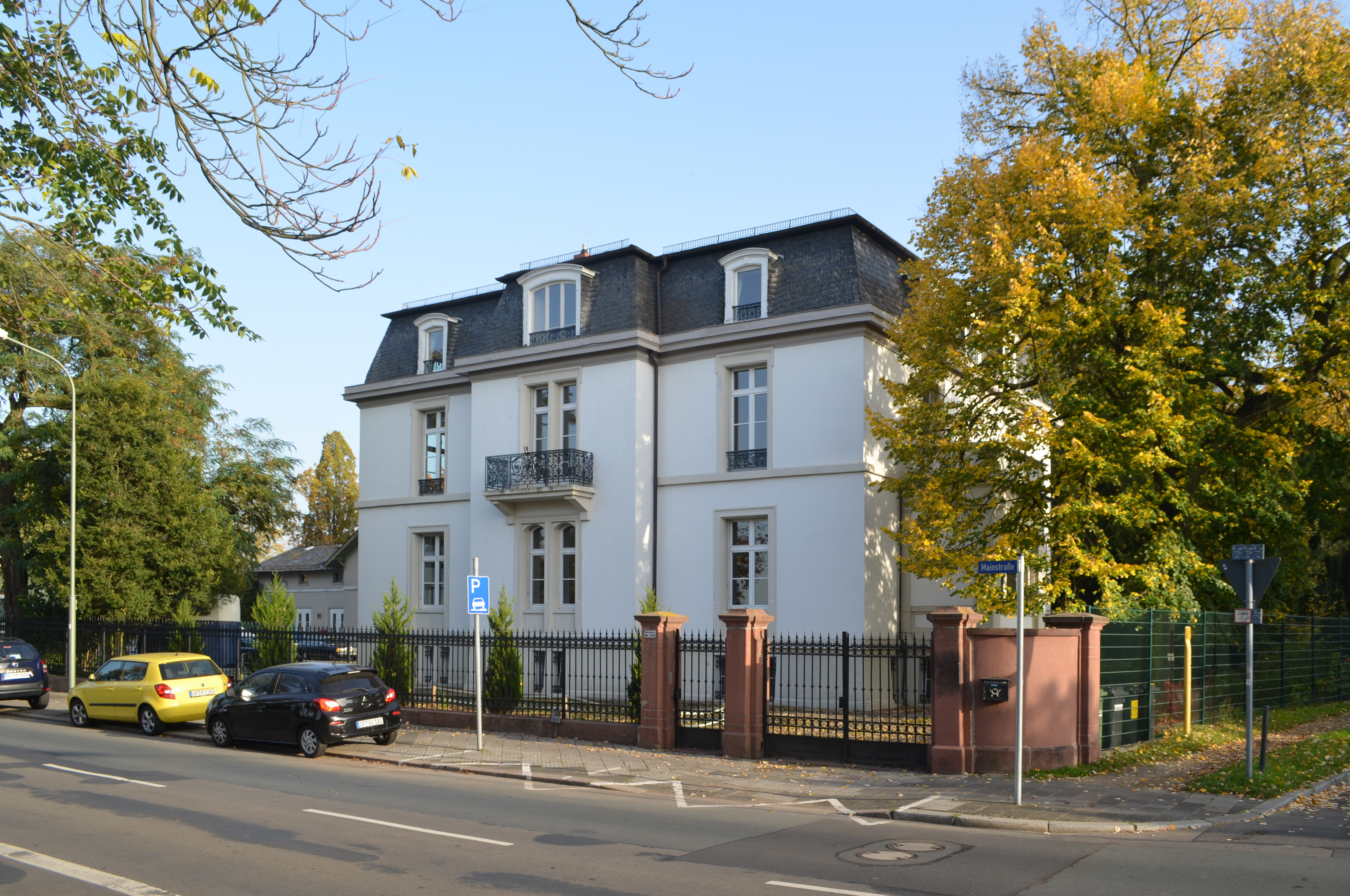
Villa Oehler in Offenbach, Mainstraße 159

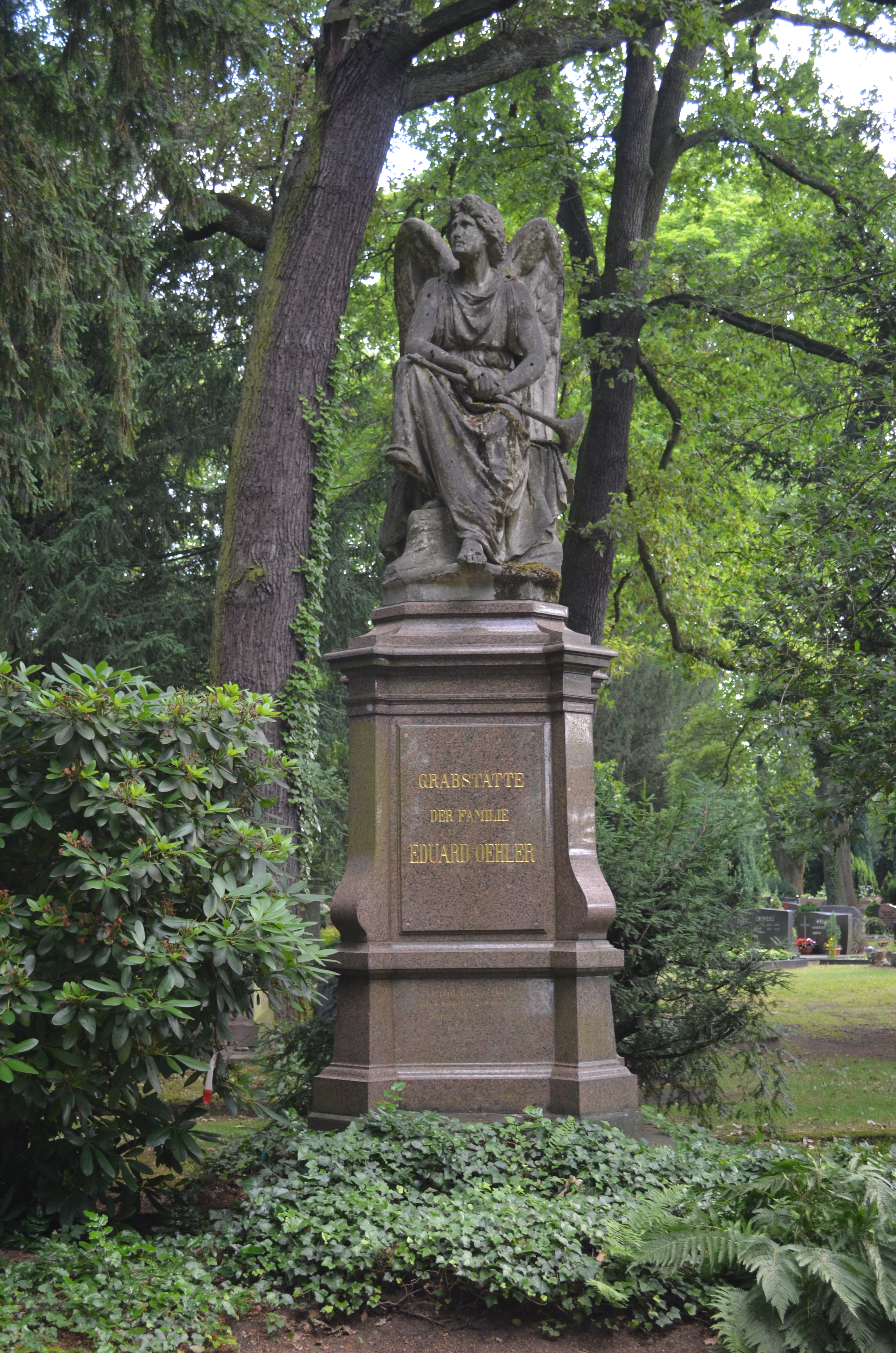
Grab von Eduard Oehler auf dem Alten Friedhof in Offenbach

Eduard Heinrich Oehler (* 13. Juni 1837 in Aarau; † 30. Mai 1909 in Bern) war ein deutsch-Schweizer Unternehmer und Mäzen in Offenbach am Main.

## Leben
Eduard Oehler wurde als Sohn des aus Frankfurt am Main stammenden und 1826 in der Schweiz eingebürgerten Aarauer Kantonslehrers und späteren Offenbacher Teerfarbenfabrikanten Karl Gottlieb Reinhard Oehler und der Aarauer Beamtentochter Louise Jaeger geboren. Nach dem Besuch der Kantonsschule Aarau und Heirat mit der Tochter des Gründers, studierte er ab 1856 Chemie am Polytechnikum Zürich, wo er sich dem Corps Rhenania anschloss. Nach dem Studium ging er nach Paris, um sich wissenschaftlich und technisch weiterzubilden. Dort lernte er die Teerfarben und deren Darstellung kennen.
Nach seiner Rückkehr aus Frankreich trat er in Offenbach am Main in das von seinem Vater 1850 übernommene Sell’sche Teerfarbenwerk ein, das zu dieser Zeit Teerprodukte wie Ruß, Wagenschmiere und Kreosot herstellte. Bei einem Großbrand im Sommer 1857 zog er sich lebensgefährliche Verbrennungen zu. Die Narben zeichneten ihn zeitlebens im Gesicht.
Als sein Vater 1870 aus dem Geschäft austrat, führte er zusammen mit seinem Bruder Karl, den er später auszahlte, die K. Oehler Anilin- und Anilinfarbenfabrik in Offenbach weiter. Aus bescheidenen, werkstattmäßigen Anfängen heraus entwickelte es sich zu einem mittelständischen Unternehmen mit über 500 Arbeitern und etwa 100 technischen und kaufmännischen Angestellten. Das Produktportfolio wurde um neue Farbstoff wie Alizarin, Wasserblau und Indigo erweitert.
Er war Mitglied der Gesellschaft Deutscher Chemiker, in deren Mitgliederverzeichnis er ohne akademischen Grad mit der Firma K. Oehler in Offenbach geführt wurde. Wegen seines geschäftlichen Erfolges wurde er als „Blaukönig“ von Offenbach bezeichnet.
Mitte 1905 wurde das Unternehmen von den Inhabern für 2 Mio. Mark an die Chemische Fabrik Griesheim-Elektron verkauft.
Seine 1873 von seinem Cousin Jaeger, einem Verwandten seiner Mutter Louise Jaeger, geplante Villa in Offenbach, Mainstraße 159, ist erhalten. Sie wurde jüngst aufwändig saniert und befindet sich im Privatbesitz. Auch nahm er seinen Schwiegersohn Ferdinand Boehm als Teilhaber auf und ermöglichte ihm den Bau einer imposanten Villa in Offenbach, Körnerstraße 48. Am 20. August 1902 kaufte Eduard Oehler als Besitzer der Villa „Schönörtli“ bei Oberhofen am Thunersee, die er oft mit seiner Familie bewohnte, dem Kanton Bern einen Streifen Seestrand oberhalb Oberhofen ab.
Mit seiner ersten Ehefrau Elise Zeller hatte er sieben Kinder. Nach deren frühen Tod im Alter von 41 Jahren heiratete er mit 66 Jahren am 22. September 1903 in Freiburg im Breisgau die 35 Jahre jüngere russische Tänzerin Viktoria Budzbanowska (1874–1943) aus Świecie, mit der er noch ein weiteres Kind, Rudolf Joachim Oehler (* 23. Oktober 1908), zeugte. Sechs Jahre nach seiner zweiten Hochzeit starb er. Sein Sohn Eduard Hans Oehler (* 18. Februar 1881 in Offenbach; † 7. Juli 1941 in Heppenheim) war ein Forschungsreisender, Pflanzensammler, Afrikaforscher und zusammen mit Fritz Klute Erstbesteiger des Mawenzi.

## Abgeordneter
1896 wurde Eduard Oehler zum Mitglied der Ersten Kammer des Landtags des Großherzogtums Hessen auf Lebenszeit ernannt, aber 1907 schied er durch Verzicht aus.

## Verdienste um das Gemeinwohl
Eduard Oehler engagierte sich in der Wohlfahrt und der Förderung der Wissenschaften und Kunst. Im Jubiläumsjahr der Ludwig-Universität Gießen 1907
spendete er für Anschaffungen auf dem Gebiete der Chemie.
Der Senckenbergischen Naturforschenden Gesellschaft gehörte er ab 1906 an, ab 1908 als arbeitendes Mitglied.
Für den Alice-Frauenverein kaufte er ein Haus an der Rödernstraße und unterstützte so die Arbeit der evangelischen Schwestern. Durch testamentarische Verfügung gründete er zur Erinnerung an seine erste verstorbene Ehefrau die Elise-Oehler-Stiftung und ermöglichte dadurch den Bau der Kleinkinderschule Bieber-Bürgel, eines Jugendhorts und eines Spitals für arme Offenbacher Kinder.
In seinem Testament bedachte er weiterhin die Kantonsschule Aarau, das Polytechnikum Zürich und andere Bildungsstätten, die er besucht hatte, für die Anschaffung von Lehrmitteln.

## Ehrungen
- Für seine Verdienste um das Gemeinwohl wurde Eduard Oehler zum Kommerzienrat und später zum Geheimen Kommerzienrat ernannt.
- Nach ihm wurde in Offenbach am Main die Eduard-Oehler-Straße benannt.[12]